# Нижние диафрагмальные артерии
Нижние диафрагмальные артерии - это два небольших сосуда, снабжающих кровью нижнюю поверхность диафрагмы, пищевод, грудную стенку, и надпочечники.

## Структура

### Расположение
Обычно начинаются между позвонками T12 и L2. Они могут ответвляться либо отдельно от передней части брюшной аорты, непосредственно над чревным стволом, либо от общего ствола, который может исходить или от аорты, или от чревного ствола. Иногда одна ответвляется от аорты, а другая от одной из почечных артерий.
От нижней диафрагмальной артерии отходит от одной до 24 тонких верхних надпочечниковых артерий, направляющихся вниз к надпочечникам.

### Ветви
Ветви расходятся друг от друга через дужки диафрагмы, а затем проходят наискось вверх и в стороны по её нижней поверхности.
- Левая ветвь сначала проходит за пищеводом, а затем вперёд по левой стороне пищевода.

- Правая ветвь проходит за нижней полой веной и вдоль правой стороны отверстия в диафрагме, через которое эта вена проходит. Возле задней части центрального сухожилия диафрагмы каждый сосуд делится на медиальную и латеральную ветви.
  - Медиальная ветвь (восходящая) изгибается вперёд. Анастомозирует с верхней диафрагмальной, мышечно-диафрагмальной и перикардиофренальной артериями
  - Латеральная ветвь (нисходящая) проходит в сторону грудной клетки и анастомозирует с нижними межреберными артериями и мышечно-диафрагмальной. С правой стороны диафрагмы от неё отходят несколько сосудов к нижней полой вене; а с левой - несколько сосудов к пищеводу.

## Функции
Нижние диафрагмальные артерии снабжают кровью диафрагму. Кроме того, сосуды от них идут к надпочечникам. Также несколько сосудов, отходящих от нижней диафрагмальной артерии, снабжают кровью селезёнку и печень.